# Galactocerebrósido

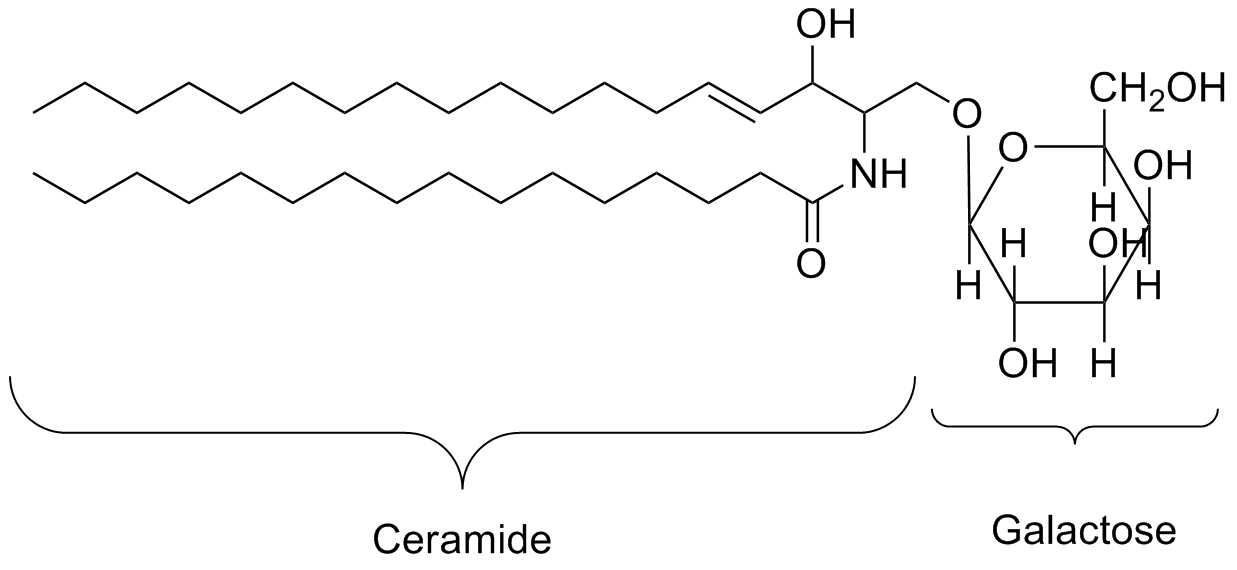
Um galactocerebrósido.

Os galactocerebrósidos (ou galactosilceramidas) são um tipo de glicolipídeo cerebrósido constituído por uma ceramida ligada a uma molécula de açúcar galactose pelo grupo 1-hidroxilo.
A galactose deste composto pode ser clivada pela enzima galactosilceramidase (ou galactocerebrosidase). Um défice desta enzima provoca a doença de Krabbe na qual se acumulam galactocerebrósidos.
O galactocerebrósido é um marcador para os oligodendrócitos do cérebro, quer formem  mielina ou não.